# Hurnie
Hurnie (ukr. Гірне) – wieś na Ukrainie, w rejonie stryjskim obwodu lwowskiego. Wieś liczy 1,6 tysiąca mieszkańców.
Za II Rzeczypospolitej do 1934 samodzielna gmina jednostkowa. Następnie należała do zbiorowej wiejskiej gminy Lubieńce w powiecie stryjskim w woj. stanisławowskiem. Po wojnie wieś weszła w struktury administracyjne Związku Radzieckiego.
Znajduje tu się przystanek kolejowy Hurnie, położony na linii Lwów – Stryj – Batiowo.